# Корваро (Ријети)
Корваро је насеље у Италији у округу Ријети, региону Лацио.
Према процени из 2011. у насељу је живело 1715 становника. Насеље се налази на надморској висини од 841 м.